# 정니나리
정니나리(중국어 간체자: 郑妮娜力, 정체자: 鄭妮娜力, 병음: Zhèng Nīnàlì, 한자음: 정니나력, 1998년 11월 12일~)는 캐나다 태생 중화인민공화국의 육상 선수로 주종목은 7종경기, 5종경기이다. 영어 이름은 니나 슐츠(영어: Nina Schultz)였으며 2018년 코먼웰스 게임 7종경기에서 캐나다 대표 선수 자격으로 은메달을 획득했다. 
2021년 중화인민공화국으로 귀화한 후 중화인민공화국 육상 선수로 2020년 하계 올림픽에 참가했고 아시안 게임 7종경기에서 금메달 1개(2022), 아시아 실내 선수권 대회 7종경기에서 금메달 1개(2024)를 획득했다.

## 경력

### 니나 슐츠
정니나리는 1998년 캐나다에서 캐나다인 아버지와 1990년대에 중화인민공화국에서 캐나다로 이민을 간 중국계 캐나다인 어머니 사이에서 니나 슐츠(영어: Nina Schultz)라는 이름으로 태어났다.
2015년에 캐나다 유소년 7종경기 국가대표로 발탁되어 같은 해 7월 콜롬비아 칼리에서 열린 2015년 세계 유스 선수권 대회 7종경기 종목에 출전해 5,406점을 획득하여 11위에 올랐다. 2016년 7월에는 폴란드 비드고슈치에서 열린 2016년 세계 주니어 육상 선수권 대회에서 5,639점을 획득하며 6위에 올랐다.
슐츠는 2017년 유소년 실내 7종경기에서 유소년 최고 기록을 세웠고 이후 캔자스 주립 대학교에 육상 선수 특별 선발 전형으로 입학했다. 대학생 때 프로 육상 선수 경력을 시작했고 2017년 NCAA 1부 실내 선수권 대회 7종경기에서 동메달을 획득했다. 이후 2018년 NCAA 1부 실내 트랙 필드 선수권 대회에서 7종경기 은메달을 획득했고 2019년 NCAA 1부 야외 선수권 대회에서 5,778점을 획득하며 7종경기에서 7등을 차지했다.
2018년 4월 슐츠는 오스트레일리아 골드코스트에서 열린 2018년 코먼웰스 게임에 캐나다 국가대표 선수로 출전했고 출전 당시 캐나다 트랙 필드 대표팀에서 가장 어린 선수였다. 그녀는 7종경기에서 총점 6,133점을 획득하며 개인 최고 기록을 달성했고 금메달을 획득한 잉글랜드의 캐터리나 존슨톰프슨에 122점 밀려 7종경기 은메달을 획득했다.

### 정니나리
2018년 11월 캐나다 대표팀에서 은퇴한 슐츠는 중화인민공화국 귀화 절차를 밟기 시작했고 국적 변경 신청서를 세계 육상 연맹에 제출했다. 귀화 신청 후 세계 육상 연맹 경기 출전 규정에 의거하여 귀화를 인정받기 위해 2018년 11월 이후 3년 이상 국제 육상 경기에 출전하지 않았고 산시성 육상단 소속으로 중화인민공화국에서 열린 대회에 출전했다. 이후 2021년 4월 12일 세계 육상 연맹이 캐나다에서 중화인민공화국으로 대표 국가 교체를 승인하며 귀화 절차가 완료되었고 그녀는 자신의 이름을 중국어식 정니나리(중국어 간체자: 郑妮娜力, 정체자: 鄭妮娜力, 병음: Zhèng Nīnàlì, 한자음: 정니나력)로 개명했다.
정니나리는 2021년 6월에 스페인 아로나에서 열린 2020년 하계 올림픽 육상 예선 대회인 2021년 세계 육상 연맹 통합 이벤트 투어에서 중국 국가대표로서 첫 번째 국제 육상 대회에 출전했고 해당 대회에서 총점 200점 이상을 획득하며 개인 최고 단일 대회 점수 획득 기록을 달성했다. 그녀는 이후 총 6,358점을 획득하며 스페인의 마리아 비센테와 영국의 홀리 밀스를 꺾고 대회 우승을 차지했다. 이후 같은 달에 올림픽 기준 점수를 충족하기 위해 에스토니아 탈린에서 열린 에스토니아 선수권 대회에 참가했다. 그녀는 에스토니아 선수가 아니었기 때문에 대회 공식 순위에 오르지 못했으나 에스토니아 선수권 대회에서 획득한 점수로 인해 세계 랭킹 24위에 오르면서 2020년 하계 올림픽 육상 출전권을 획득했다.
2021년 8월 일본 도쿄에서 열린 2020년 하계 올림픽 7종경기에 참가했다. 정니나리는 100m 허들과 800m 달리기 종목을 제외한 나머지 종목에서 개인 최고 기록을 세웠고 총 6318점을 취득하여 10위에 올랐다. 정니나리가 기록한 순위는 중국 7종경기 선수 중 가장 높은 올림픽 7종경기 순위이다. 이듬해인 2022년에는 7월 미국 오리건에서 열리는 2022년 세계 선수권 대회 참가를 앞두고 식중독으로 인한 위염에 감염되어 대회 출전을 포기했다.
2023년 4월 정니나리는 태국 방콕에서 열린 2023년 아시아 선수권 대회에 참가했으며 높이뛰기와 포환던지기 경기까지 출전하고 200m 달리기에서 기권했다. 이후 9월에 중화인민공화국 항저우에서 열린 2022년 아시안 게임에 참가하여 총 6149점을 취득하면서 우즈베키스탄의 예카테리나 보로니나와 인도의 난디니 아가사라를 꺾으며 금메달을 획득했다. 이듬해인 2024년 2월 이란 테헤란에서 열린 2023년 아시아 실내 선수권 대회에 중국 국가대표로 참가하여 총 4130점을 취득하면서 이란의 파테메 모히티자데와 카자흐스탄의 알리나 치스탸코바를 누르고 금메달을 획득했다. 같은 해 6월에는 중국 육상 선수권 대회 도중 멀리뛰기 경기를 하다가 부상을 입었으며 이로 인해 2024년 하계 올림픽 출전을 포기했다.

## 개인사
정니나리의 외할아버지 돤치옌(중국어: 段其炎)은 높이뛰기 선수로 활동하며 중화인민공화국 높이뛰기 최고 기록을 가지고 있었고 외할머니 정펑룽 또한 높이뛰기 선수로 활동하며 1957년 177cm의 높이뛰기 기록을 달성해 당시 기준으로 여자 높이뛰기 세계 신기록을 달성했다. 정니나리에게는 정언라이라는 오빠가 있고 그는 아이스하키 선수로 활동하고 있다.